# ياكينيكو
ياكينيكو (باليابانية: 焼肉) وتعني "اللحم المشوي"، هو مصطلح ياباني يشير عادةً إلى أسلوب طهي اللحوم ذات الحجم الصغير (عادةً لحم البقر وأحشائها) والخضروات على الشوايات أو صاج فوق لهب فحم الخشب المتفحم بالتقطير الجاف (سوميبي، 炭火) أو شواية الغاز/الكهرباء. وهو أحد الأطباق الأكثر شعبية في اليابان. يعتبر أصل ياكينيكو المعاصر هو الشواء الكوري، وهو أحد الأطباق الأكثر شعبية في المطبخ الكوري.
يشير "ياكينيكو" في الأصل إلى طعام "باربكيو" الغربي، وهو المصطلح الذي استخدمه الكاتب الياباني كاناجاكي روبون (仮名垣魯文) في كتابه (دليل الطعام الغربي) في عام 1872 (فترة مييجي). أصبح المصطلح لاحقًا مرتبطًا بالمأكولات القادمة من كوريا (الشواء الكوري) خلال فترة شووا المبكرة. بسبب الحرب الكورية، تم تقسيم المصطلحات المرتبطة بكوريا في اليابان إلى كوريا الشمالية (كيتا تشوسن) وكوريا الجنوبية (كانكوكو). نشأت الإشارة إلى "مطعم ياكينيكو" كمصطلح صحيح سياسيًا للمطاعم من أي أصل.
النمط الحالي لمطاعم ياكينيكو مشتق من المطاعم الكورية في أوساكا وطوكيو، والتي افتتحت عام 1945 من قبل الكوريين في اليابان. في مطعم ياكينيكو، يطلب رواد المطعم المكونات الخام المعدة (بشكل فردي أو كمجموعة) والتي يتم إحضارها إلى الطاولة. يتم طهي المكونات من قبل رواد المطعم على شواية مدمجة في الطاولة، عدة قطع في المرة الواحدة. يتم بعد ذلك غمس المكونات في الصلصات المعروفة باسم التاري قبل تناولها. الصلصة الأكثر شيوعًا مصنوعة من صلصة الصويا الممزوجة بالساكي والميرين والسكر والثوم وعصير الفاكهة والسمسم. يتم أحيانًا استخدام الثوم والكراث أو الميسو.

## يوم ياكينيكو
في عام 1993، أعلنت جمعية ياكينيكو لعموم اليابان يوم 29 آب/أغسطس باعتباره "يوم ياكينيكو" رسميًا (焼き肉の日، ياكينيكو نو هاي)، وهو شكل من أشكال التلاعب بالألفاظ الرقمية، حيث يمكن أن يكون التاريخ 8月29 (تقريبًا) يقرأ كـ يا-(تسو)كي-ني-كو (8 = يا، 2 = ني، 9 = كو).